# Білоруська торговельна палата
Білоруська торговельна палата (біл. Беларуская гандлёвая палата) в Києві — національна громадсько-економічна організація білорусів в Україні.
Білоруська торговельна палата існувала з квітня 1918 до лютого 1919 року в Києві. Віддразу після створення налагодила контакти із Народним секратаріатом БНР у Мінську. та отрымала статус установи БНР. Народний секратаріат затвердив статут і штат палати: Митрофан Довнар-Запольський (керівник), Г. Базаревич, Т. Бурчак. Палата відігравала роль посередника у білорусько-українській торгівлі, обороняла інтереси білоруських промисловців і підприємців на території України, представляла зацікавленим особам необхідну інформацію. Палата отримувала доручення на закупку товарів в Україні та продаж білоруських товарів, вивчала можливість розвитку торгівлі з Австро-Угорщиною, Румунією, Доном, Кубанню та іншими південними регіонами колишньої Російської імперії. Підготовлювала проект генерального договору про торгівлю з УНР (не був підписаний). Палата співпрацювала із консульствам БНР у Києві та білоруськими організаціями в Україні.